# Great Wall Peri
Great Wall Peri (кит. трад. 長城精靈, упр. 长城精灵, пиньинь Chángchéng Jīnglíng) — городской автомобиль, выпускавшийся китайским автопроизводителем Great Wall Motors.

## Описание
Peri продавался в нескольких странах Азии. Одно из главных преимуществ перед устоявшимися европейскими, американскими и другими азиатскими конкурентами — низкая стоимость.
Одна из причин сравнительно низкой розничной цены Great Wall Peri заключается в том, что она в значительной степени основана на более старых моделях других производителей. Двигатель поставлялся компанией Mitsubishi, а интерьер напоминает второе поколение Fiat Panda, в то время как экстерьер напоминает первое поколение Nissan Note. Стандарт выбросов — Евро-3.

## Peri 4x4/Haval M1
Haval M1 — кроссовер на базе Great Wall Peri. Ранее был известен как Great Wall Peri 4x4.
- Great Wall Peri 4x4
- Haval M1 (вид спереди)
- Haval M1 (вид сзади)

## Споры о копировании Fiat Panda
К декабрю 2006 года итальянский автопроизводитель Fiat рассматривал возможность подачи судебного иска против Great Wall за копирование второго поколения Panda как Peri. За исключением передней части, Peri был разработан так, чтобы выглядеть идентично Panda внутри и снаружи.
16 июля 2008 года суд Турина удовлетворил иск Fiat и запретил ввоз Peri в Европу. Также суд постановил, что Great Wall Motors заплатит Fiat штраф в размере 15000 евро за первый импортированный Peri и ещё 50000 евро за каждый последующий импортированный автомобиль.
В октябре 2009 года компания Great Wall Motor подала в суд на автопроизводителя Fiat, обвинив его в шпионаже. В иске Great Wall утверждает, что «Fiat однажды подстрекал шпионажа, чтобы проникнуть в свой исследовательский центр и сфотографировать небольшой автомобиль Peri, который всё ещё находился в разработке».